# Suurhoffbrug
De Suurhoffbrug verbindt de beide oevers van het Hartelkanaal in de Nederlandse stad Rotterdam. De brug bestaat uit, naast elkaar gelegen, een spoorbrug en een brug voor autoverkeer; deze twee bruggen hebben dezelfde naam. De brug maakt deel uit van de A15 en telt hier 2×2 rijstroken. De spoorbrug van de Havenspoorlijn Rotterdam is gesitueerd aan de westkant van de verkeersbrug. Aan de oostzijde is er voor fiets- en voetgangersverkeer een strook van circa 5,7 meter breed.
De brug is gebouwd in 1972 en 1973 en werd genoemd naar Ko Suurhoff, de minister van Verkeer en Waterstaat die een belangrijk deel heeft bijgedragen aan de ontwikkeling van de havens van Rotterdam. De Suurhoffbrug verwierf twee staalprijzen, de Nationale Staalprijs in 1974 en later ook de Europese Staalprijs.

## Renovatie
Rijkswaterstaat wil de Suurhoffbrug in 2021 en 2022 renoveren om de levensduur te verlengen, in afwachting van de geplande geheel nieuwe brug. In mei 2021 is een tijdelijke boogbrug van 200 meter lang, 40 meter hoog en 20 meter breed naast de huidige brug geplaatst, zodat de verkeersdruk in de renovatieperiode over twee bruggen verdeeld kan worden. Autoverkeer naar Rotterdam wordt vanaf eind 2021 over de tijdelijke brug geleid, verkeer richting de Maasvlakte blijft over de reguliere brug gaan.

## Huidige brug

### Autobrug
De autobrug bestond tot 1 januari 2017 uit een beweegbaar deel en een vast deel. Op 1 januari 2017 is het beweegbare deel buiten gebruik genomen, waarbij de beweegbare brugdekken zijn vastgelast. Het beweegbare deel was een basculebrug van 38 meter lang. Deze kon open door drie hydraulische cilinders met ieder 120 ton duwperskracht. Het vaste deel, een liggerbrug, overspant 153 meter en heeft ook een deel van 43 meter.

### Spoorbrug
De spoorbrug is tweesporig en bestaat uit een aanbrug van 40 meter, een basculebrug met brugkelder van 41 meter en een tuibrug van 150 meter. Samen met de Jutphasespoorbrug behoort deze tot de weinige tuispoorbruggen in Nederland.

## Afbeeldingen

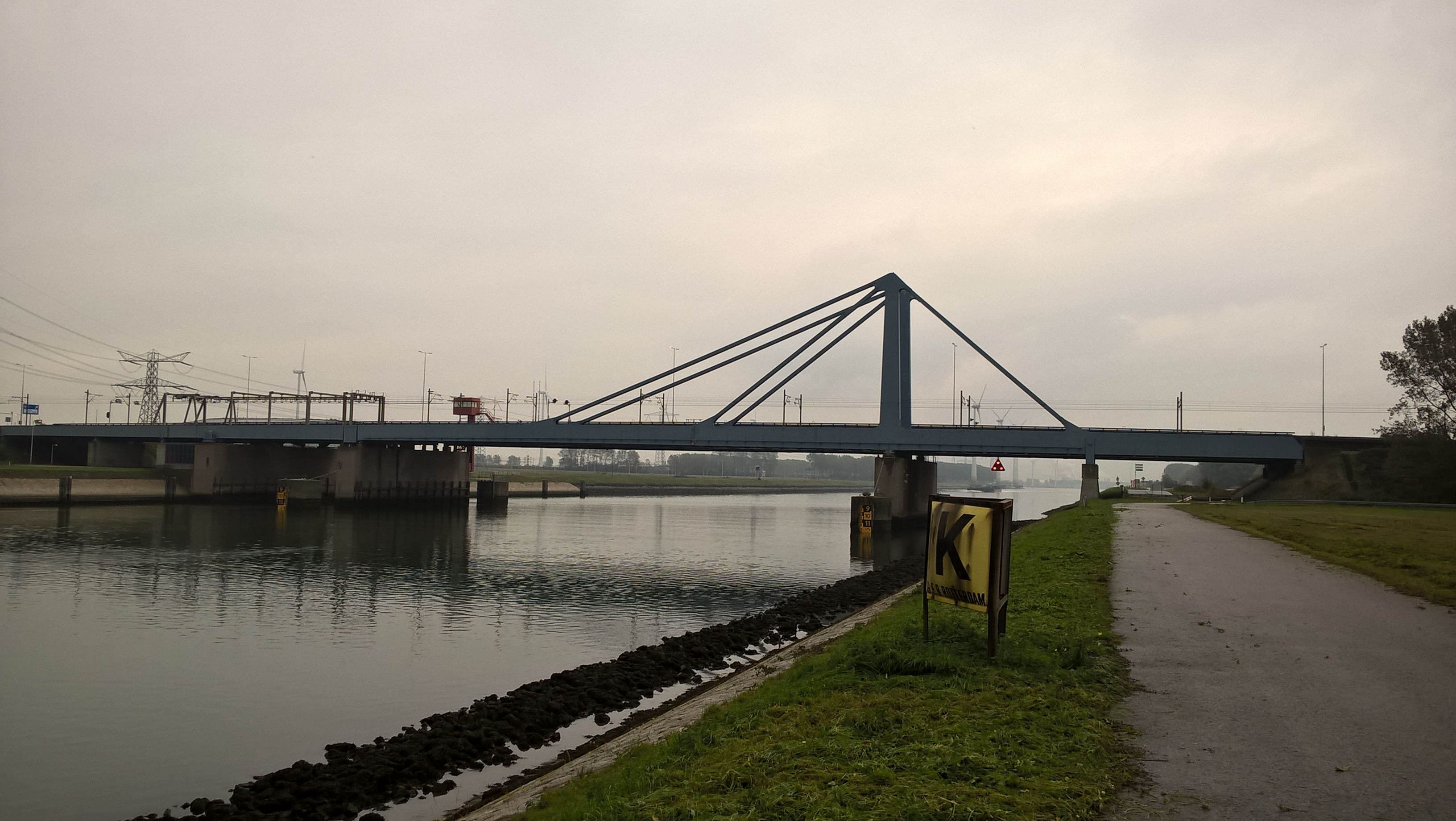
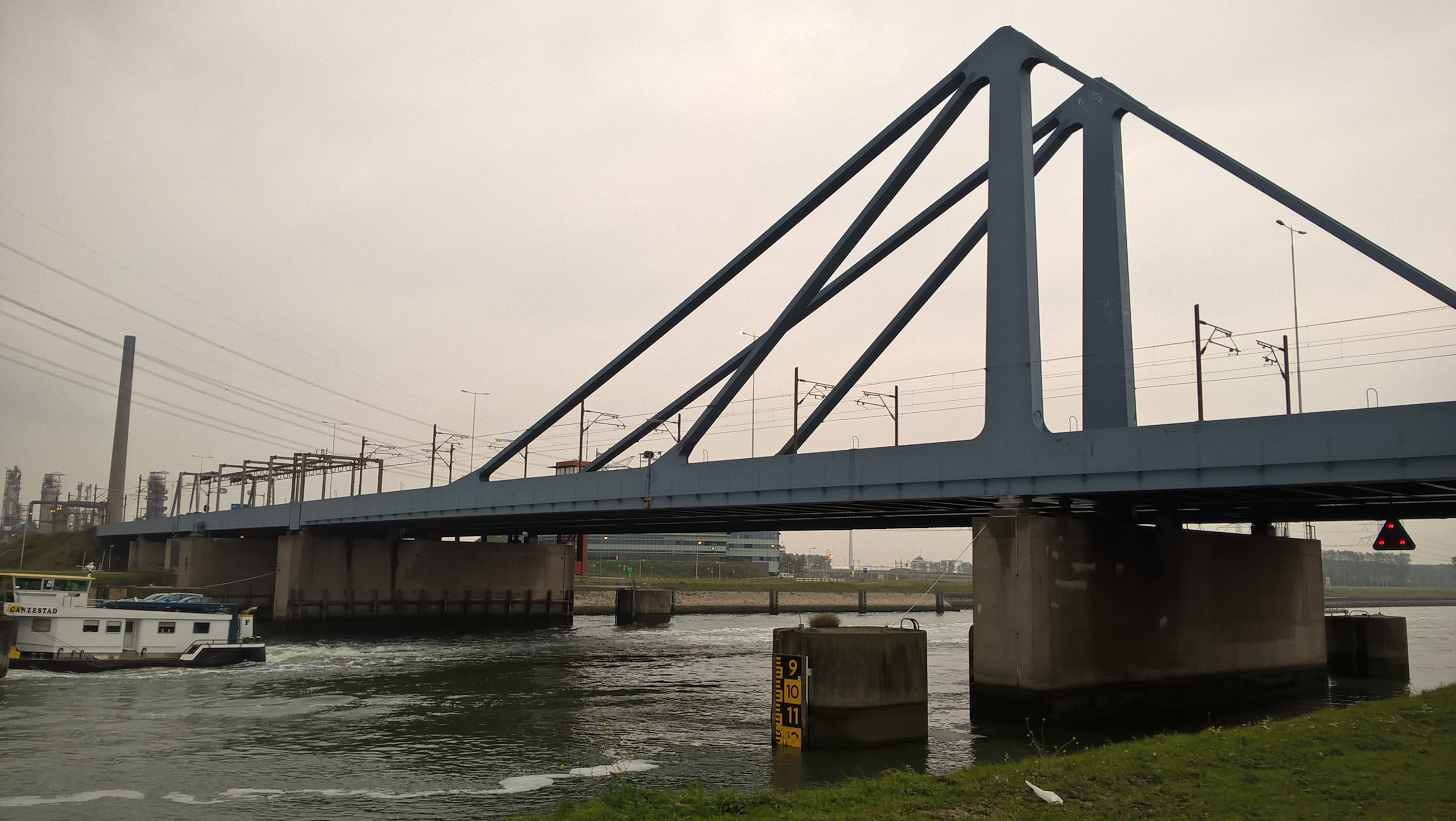
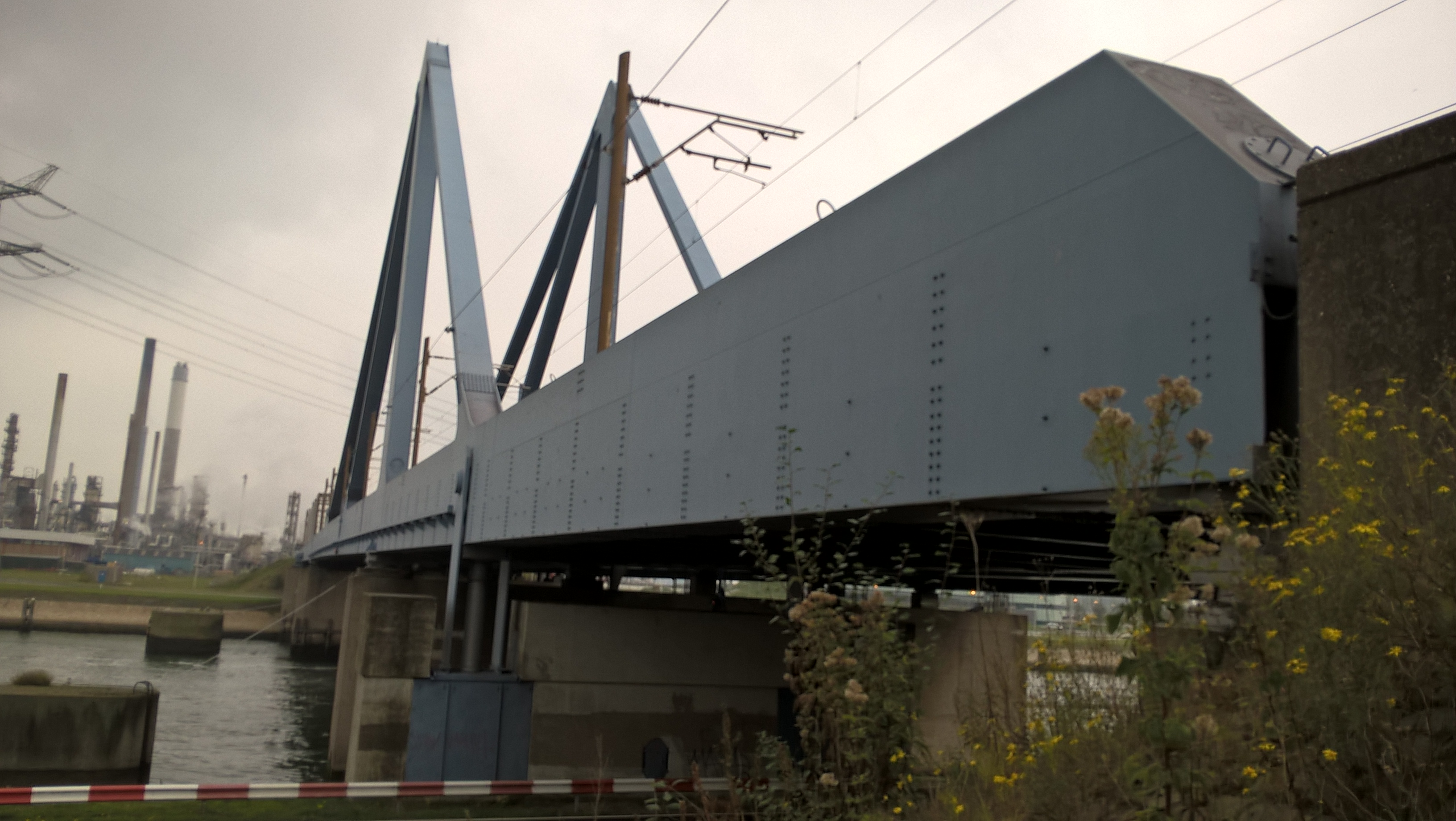
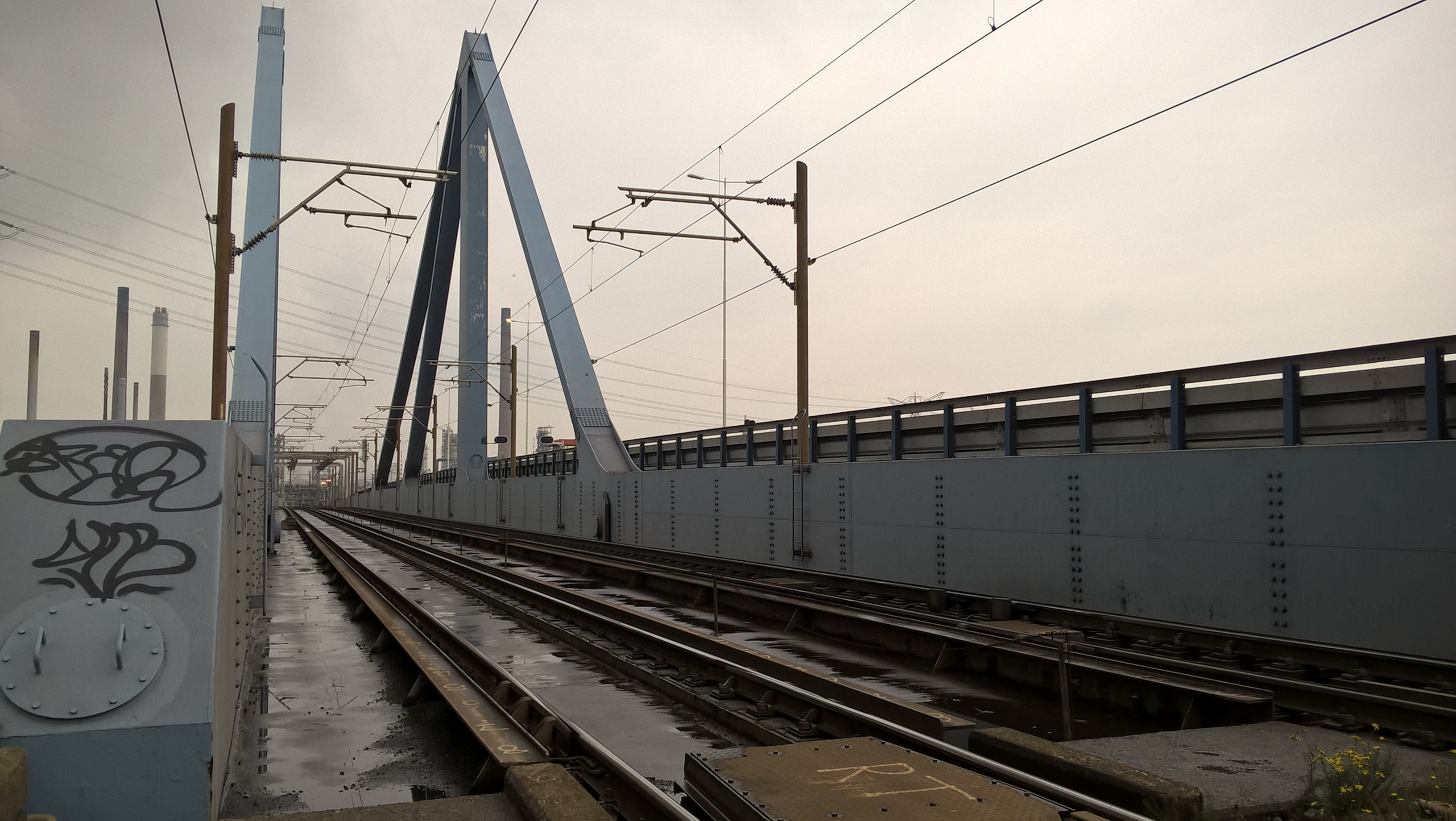
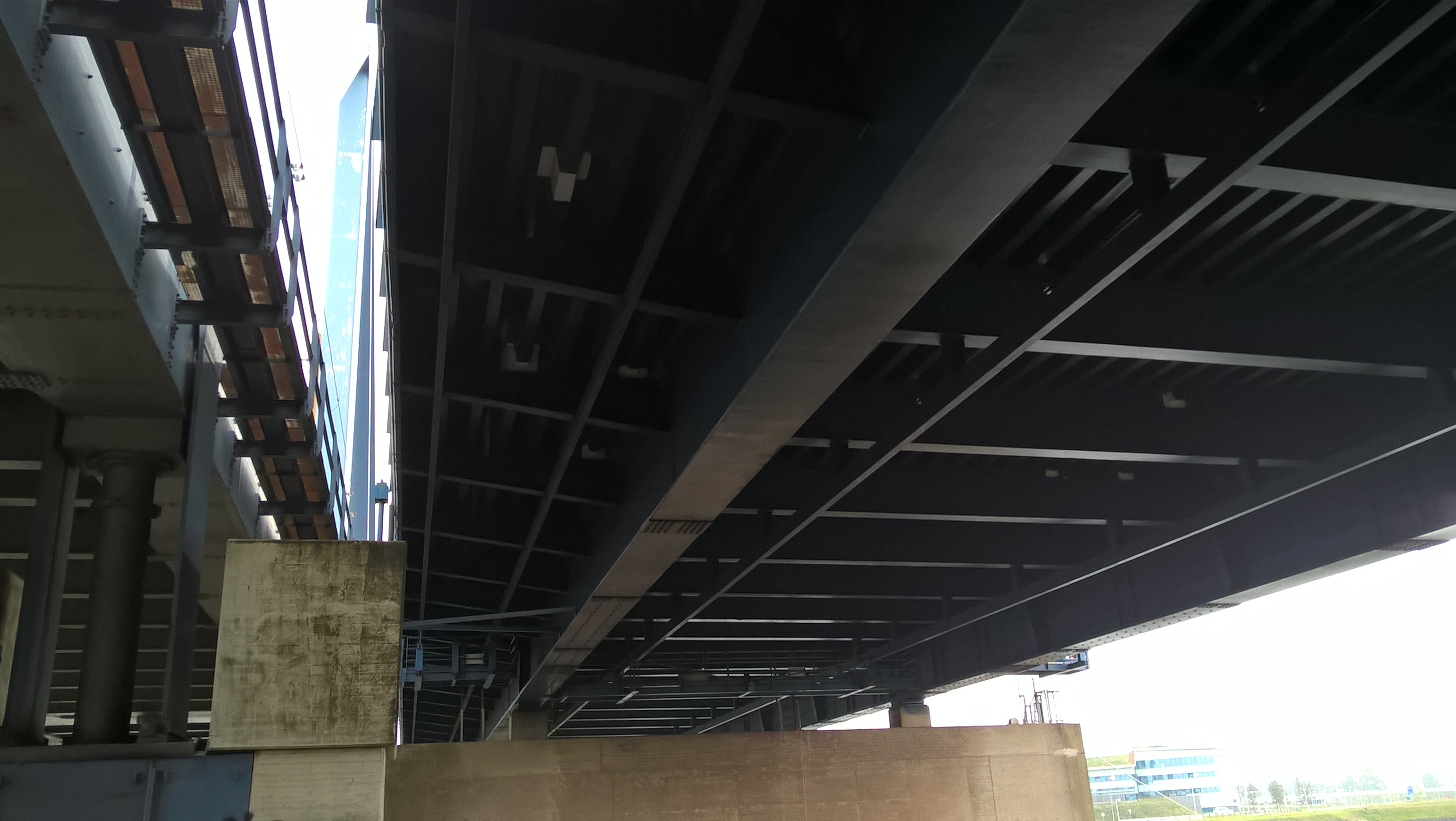
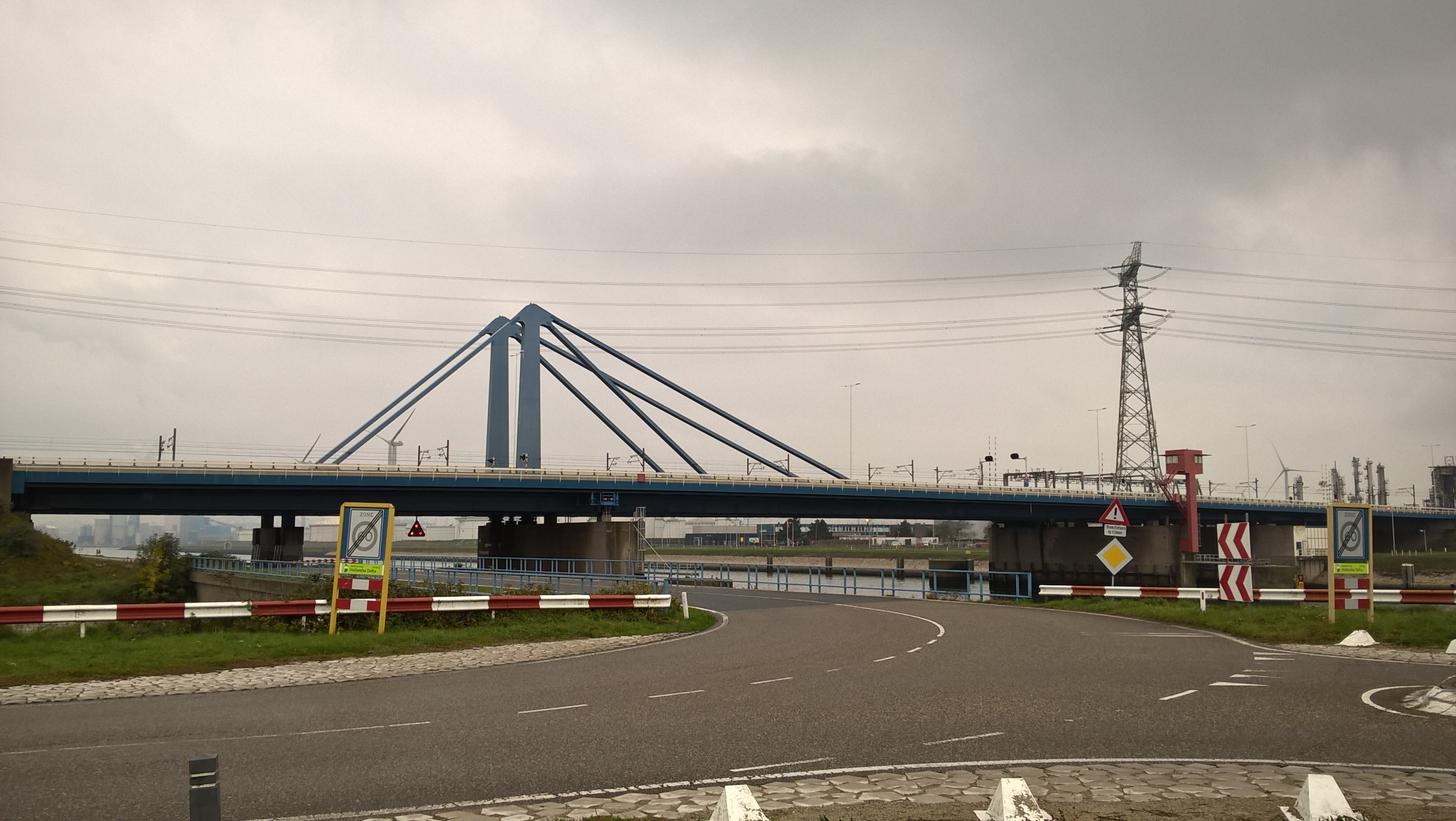